# Нова Гребля (Прилуцький район)
Нова́ Гре́бля — село в Україні, у Линовицькій селищній громаді Прилуцького району Чернігівської області. Населення становить 41 осіб. До 2017 орган місцевого самоврядування — Новогребельська сільська рада.

## Історія
В "деревне" Нова Гребля Пирятинського повіту Малоросійської губернії у 1800 році проживало 126 податкових душ.
Найдавніше знаходження на мапах 1826-1840 рік.
У 1862 році у селищи володарському Нова́ Гре́бля було 13 дворів де жило 140 осіб
У 1911 році  у селищи Нова́ Гре́бля жило 245 осіб
12 червня 2020 року, відповідно до розпорядження Кабінету Міністрів України № 730-р «Про визначення адміністративних центрів та затвердження територій територіальних громад Чернігівської області», увійшло до складу Линовицької селищної громади.
17 липня 2020 року, в результаті адміністративно - територіальної реформи та ліквідації колишнього Прилуцького району, село увійшло до складу новоутвореного Прилуцького району Чернігівської області.

## Населення

### Мова
Розподіл населення за рідною мовою за даними перепису 2001 року:
| Мова       | Кількість | Відсоток |
| ---------- | --------- | -------- |
| українська | 40        | 97.56%   |
| російська  | 1         | 2.44%    |
| Усього     | 41        | 100%     |

## Відомі люди
У селі народилися:
- Янушевич Зоя Василівна (1916-2005) — український ботанік, доктор біологічних наук.